# Super Battletoads
Battletoads, también conocido como Super Battletoads, es un videojuego de arcade creado por Rare y publicado por Electronic Arts en diciembre de 1994. Es el único juego de la serie Battletoads que no apareció en ninguna consola. Es considerablemente más oscuro y violento que los otros juegos de la franquicia.

## Estilo de juego
El juego tiene un estilo de Beat 'em up al igual que sus predecesores, aunque en este contamos con que podemos jugar con los 3 protagonistas a la vez y cada uno de ellos tiene sus diferencias; Pimple es fuerte pero lento, Rash es rápido pero débil y Zitz es equilibrado. Esta versión incluye 6 niveles que están llenos de enemigos icónicos de la saga y que debemos derrotar para llegar al jefe y completar el nivel. Cada uno inicia con una cinemática donde se muestra el jefe de cada nivel, amenazando a los sapos. Estos niveles serían los siguientes:
• Vulture: es el primer nivel, en donde debemos proteger la nave Vulture y matar a unos cuantos enemigos. El General Slaughter es el jefe de este nivel, que te atacará con embestidas y lanzará una sustancia mucosa a través de su boca.
• Artic Caverns: en este nivel nos encontraremos en unas cavernas árticas, donde la jugabilidad cambia a un estilo 2D, en el cual debemos ir abajo matando a varios enemigos. Karnath es el jefe de este nivel, el cual tratará de comerte. La música del nivel tiene un estilo navideño, esto es porque antes, tendríamos la misión de rescatar a Santa y derrotar a Oink, pero esto fue eliminado para la versión final, aunque Oink solo aparece en un cuadro en el nivel 5.
• Dark Queen's Battleship: en este nivel, nos encontraremos luchando en una nave parecida a la del primer nivel de Battletoads & Double Dragon, donde hay que ir hacia arriba, matando enemigos. Robo Rat será el jefe de este nivel, donde en medio de la batalla, estará el holograma de Dark Queen, riéndose de nosotros cada vez que seamos golpeados.
• Hole: es un nivel al estilo de Wookie Hole de Battletoads, por lo que su jugabilidad no cambia, excepto que en vez de dirigirnos hacia abajo con una cuerda, los sapos bajarán con ayuda de unos propulsores que varía su diseño según a cual sapo usemos, además de tener una habilidad donde nos transformaremos en objetos para derrotar a los enemigos, que también varía (Rash se transforma en una bola picuda, Zitz en una sierra y Pimple en una roca). Es el único nivel donde no hay jefe.
• Big Blag's Stronghold: en este nivel debemos ir hacia la derecha, derrotando enemigos dentro de la guarida de Dark Queen, en donde nos espera Giblets, Velmins, Gruntys y unas gigantescas bolas que nos tratarán de aplastar. Big Blag será el jefe de este nivel, que nos atacará con su cola, dará patadas y se hará grande para tratar de aplastarnos.
• Robotic Rabble: es el último nivel en donde la jugabilidad cambia a un estilo shooter, en donde debemos disparar hacia varios enemigos voladores, tanques, drones y Giblets en naves. Robo Manus es el jefe final y este tiene 2 fases de lucha; una donde nos atacará con unos pequeños misiles, drones y unas máquinas lanzallamas, y la segunda donde nos lanzará bolas de fuego, para luego terminar disparándonos a través de un arma en su espalda.
Cada nivel tiene su propio tema, excepto el último nivel (Robotic Rabble) que tiene el mismo tema del primer nivel.

## Desarrollo
El juego fue desarrollado por Rare, publicado por Electronic Arts y lanzado en diciembre de 1994 para las recreativas. Fue el quinto juego de la serie y hasta en aquel entonces se creía el último y el más diferente a los demás, pues presentó cosas y detalles que no tenían otras entregas, como el detalle Gore, ya que presentaba decapitaciones a las ratas y en los golpes salía sangre.
Rare había experimentado los gráficos 3D con Power Animator, siendo el primer juego de la compañía en usar esta tecnología, que también se usó para entregas de SNES como Killer Instinct y Donkey Kong Country y los juegos que lo siguieron. De hecho este juego iba a tener una versión para la Super Nintendo, pero fue cancelado, el cual Brendan Gunn quien había trabajado en el puerto, dijo que el equipo casi había terminado el primer nivel antes de que se descartara el proyecto. Pensó que la decisión podría haber estado vinculada a las ventas mediocres que obtuvo la versión de arcade, pero no estaba seguro.
Super Battletoads fue emulado para la Xbox One como parte del Rare Replay, teniendo opciones para rebobinar, guardar partidas y tener continuaciones ilimitadas.
En un principio, en el juego iban a aparecer personajes como el Profesor T. Bird y la Princesa Angelica. Sus sprites ya estaban listos, pero se descartaron a los personajes.

## Recepción
El juego es considerado uno de los mejores de la franquicia por los fanáticos de esta, sin embargo, en el momento de su lanzamiento tuvo muy bajas ventas, lo que hizo que Rare abandonara los proyectos relacionados a Battletoads durante mucho tiempo, y pocos meses después la compañía consiguió éxito con los lanzamientos de Killer Instinct y Donkey Kong Country, que comparten gran parte del equipo de desarrollo con Battletoads, lo que se puede evidenciar en algunas similitudes de la banda sonora y el uso de gráficos 3D.